# Emil Holm
Emil Alfons Holm (n. 13 mai 2000) este un fotbalist profesionist suedez care joacă ca fundaș dreapta sau mijlocaș dreapta la Bologna în Serie A. Este internațional cu naționala Suediei.

## Cariera de club
Pe 27 ianuarie 2021, Holm s-a alăturat echipei din Superliga Daneză SønderjyskE, semnând un contract de patru ani cu clubul. 
Pe 27 august a aceluiași an, Holm s-a alăturat clubului italian Spezia, înainte de a fi trimis înapoi la SønderjyskE împrumutat pentru restul sezonului.  
La 31 august 2023, Holm s-a alăturat clubului din Serie A Atalanta cu un împrumut pe un sezon,   tranzacția incluzând o taxă inițială de 2 milioane de euro, precum și o opțiune de cumpărare de 8,5 milioane de euro. 

## Cariera internationala
Holm a reprezentat Suedia U19 și U21 un total de 16 ori între 2018 și 2022.  El și-a făcut debutul internațional la seniori pentru Suedia pe 16 noiembrie 2022 într-un meci amical împotriva Mexicului, jucând toate cele 90 de minute într-o victorie cu 2-1. 

## Palmares
IFK Göteborg
- Svenska Cupen : 2019–20 [10]

## Legături externe
Materiale media legate de Emil Holm la Wikimedia Commons